# Tiphobiosis intermedia
Tiphobiosis intermedia là một loài Trichoptera trong họ Hydrobiosidae. Chúng phân bố ở miền Australasia.